# Públio Cornélio Dolabela (cônsul em 35 a.C.)
Públio Cornélio Dolabela (em latim: Publius Cornelius Dollabela), dito o Velho (em latim: Major), foi um político da gente Cornélia da República Romana nomeado cônsul sufecto em 35 a.C. com Tito Peduceu.

## Carreira
Membro do ramo patrício dos Dolabelas da gente Cornélia, Dolabela era provavelmente filho do Públio Cornélio Dolabela que foi pretor em 69 a.C. e governador propretorial da Ásia nos dois anos seguintes. A maior parte de sua carreira é desconhecida e postula-se que tenha sido triúnviro monetário ("triumvir monetalis") na Sicília em algum momento no início de sua carreira política. Foi nomeado cônsul sufecto em 35 a.C. para substituir Sexto Pompeu e não se sabe se ele era partidário de Otaviano ou de Marco Antônio. É possível ainda que ele tenha sido o Dolabela que acompanhou Augusto em sua campanha na Gália entre 16 e 13 a.C..
Especula-se que Dolabela tenha se casado com Quintília, uma irmã de Públio Quintílio Varo, e que o filho do casal teria sido Públio Cornélio Dolabela, cônsul em 10 d.C..